# Donaustraße 25 (Lauingen)

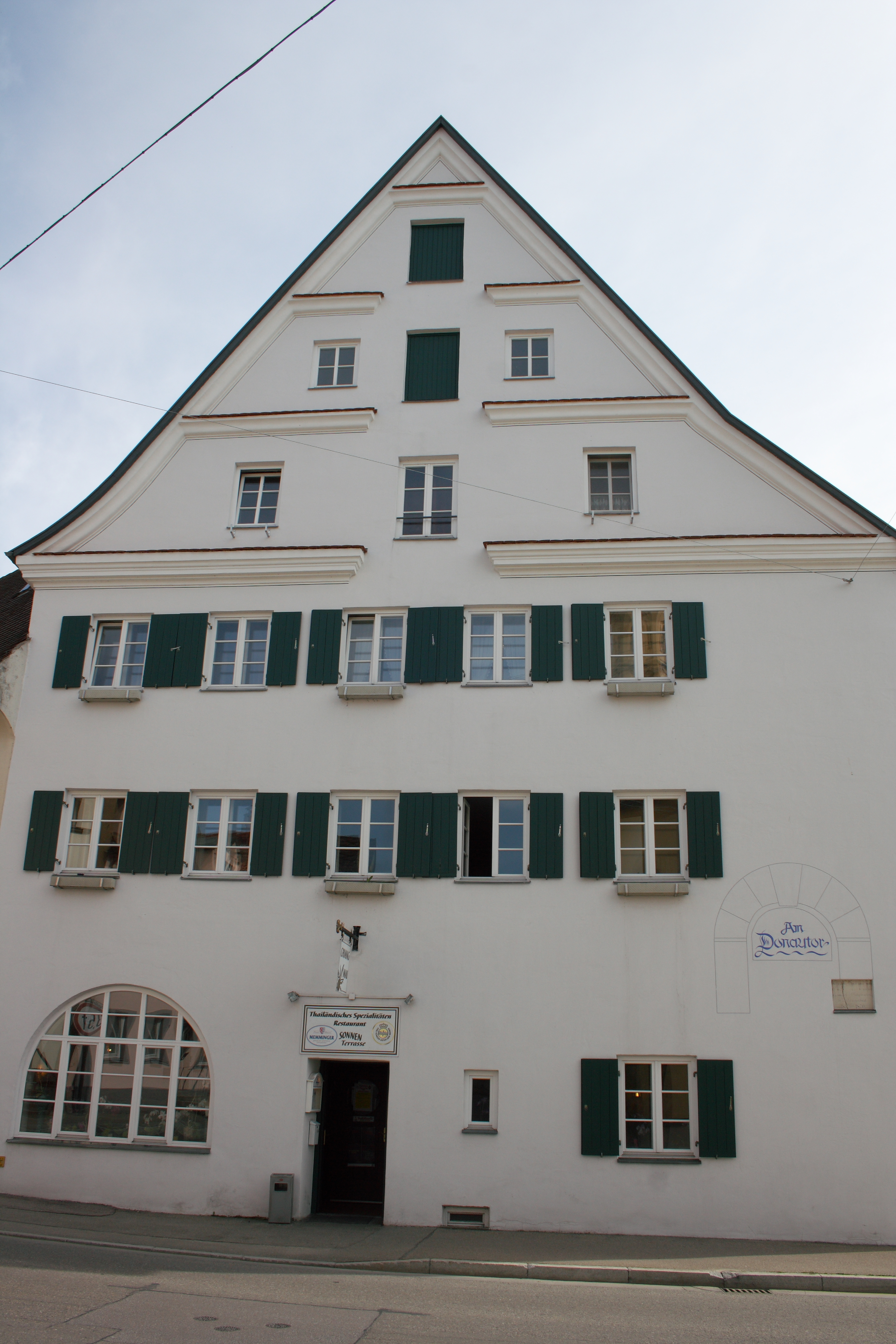
Straßenseite des Hauses

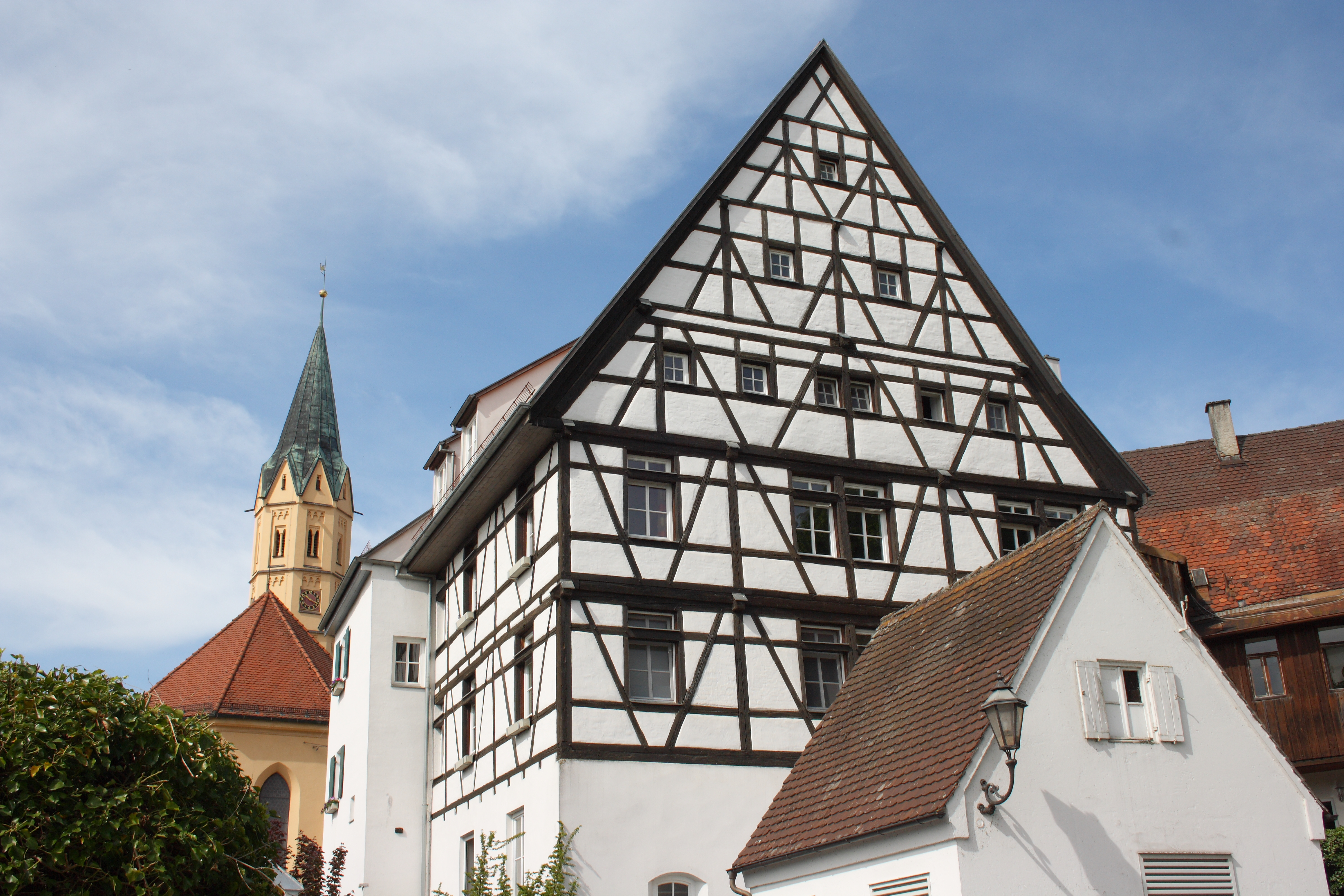
Rückseite des Hauses

Das Haus Donaustraße 25 in Lauingen, einer Stadt im schwäbischen Landkreis Dillingen an der Donau, wurde im 17. Jahrhundert errichtet. Das Gebäude ist ein geschütztes Baudenkmal.

## Beschreibung
An der straßenseitigen Hausfassade befindet sich eine Gedenktafel mit der Inschrift: „Der an dieses Haus angebaute Donauturm wurde samt der Spitalkirche 1869 abgebrochen, die Kirche neuerbaut 1869–1870.“
Das dreigeschossige Giebelhaus mit einer Giebelbasis und drei Giebelgeschossen wird durch kräftige, in der Mitte unterbrochene Profilgesimse getrennt. Die Straßenfront besteht aus einem verputzten Ziegelbau, an den Seiten und am rückwärtigen Giebel ist das Haus in Fachwerk über zwei massiven Geschossen ausgeführt. Das Obergeschoss und der Giebel auf der Rückseite kragen leicht über vorgezogenen Schwellen vor.